# Klaus Bonhoeffer
Klaus Bonhoeffer (ur. 5 stycznia 1901 we Wrocławiu, zm. 23 kwietnia 1945 w Berlinie) – niemiecki prawnik i członek opozycji antyhitlerowskiej. Stracony ze względu na powiązanie z zamachem na Hitlera w Wilczym Szańcu.

## Życiorys
Był trzecim synem Karla Bonhoeffera, profesora psychiatrii i neurologii, i jego żony, Pauli. Jego młodszym bratem był teolog Dietrich Bonhoeffer. Był uczniem Grunewald-Gymnasium w Berlinie wraz z Hansem von Dohnanyi.
Studiował prawo w Heidelbergu i otrzymał doktorat za rozprawę „Rady pracowników jako organ spółdzielni pracowniczej” (Die Betriebsräte als Organ der Betriebsgenossenschaft). Następnie doskonalił się w Berlinie, na Uniwersytecie Genewskim i w Amsterdamie. 3 września 1930 roku poślubił Emmi Delbrück, córkę Hansa Delbrücka i siostrę Maxa Delbrücka.
Pracował jako prawnik. Od 1935 był doradcą prawnym Lufthansy, od 1937 do 1944 pełnił funkcję głównego radcy. Odbywał wiele podróży służbowych, nawet podczas wojny.
W latach 1940–1944 stopniowo nawiązywał kontakt z różnymi grupami opozycji antynazistowskiej. Przez swego brata Dietricha miał kontakt ze środowiskami powiązanymi z Kościołem, natomiast przez swego zięcia Justusa Delbrücka, Hansa von Dohnanyi i Rüdigera Schleichera nawiązał kontakt ze środowiskami wojskowymi, zwłaszcza osobami związanymi z szefem Abwehry Wilhelmem Canarisem i Naczelnym Dowództwem Wehrmachtu.
Kuzyn żony, Ernst von Harnack, zapewnił mu kontakt z opozycją socjaldemokratyczną. Wykorzystywał swe podróże służbowe do poszerzania opozycji.
Był zaangażowany w plan zabicia Hitlera w Wilczym Szańcu i stworzenia nowego rządu.
Według rejestru osadzonych więzienia Gestapo dla więźniów politycznych na Lehrter Straße Bonhoeffer został aresztowany 1 października 1944 roku i skazany na śmierć przez nazistowski Trybunał Ludowy (niem. Volksgerichtshof) 2 lutego 1945 roku. W nocy z 22 na 23 kwietnia 1945 roku, kiedy żołnierze radzieccy dotarli już do wschodnich rogatek miasta, został wyprowadzony przez oddział Reichssicherheitshauptamt i zabity strzałem w szyję.